# Do You Want To
Do You Want To – singiel Franz Ferdinand promujący ich drugą płytę You Could Have It So Much Better. Wydany został 19 września 2005 roku.

## Lista utworów

### 7"
RUG211
1. "Do You Want To"
2. "Get Away"

### CD
RUG211CD
1. "Do You Want To"
2. "Your Diary"

### Maxi-CD
RUG211CDX
1. "Do You Want To"
2. "Fabulously  Lazy"
3. "What You Meant" (wersja akustyczna)

### 12"
RUG211T
1. "Do You Want To" (remix, instrumental)
2. "Do You Want To"

### Wersjaeuropejska
1. "Do You Want To"
2. "Your Diary"